# Hlinkagardet
Hlinkagardet (slovakiska: Hlinkova garda) var det fascistiska och nationalistiska Slovakiska folkpartiets milis, aktiv från 1938 till 1945. Gardet var uppkallat efter Andrej Hlinka, katolsk präst och politiker och Slovakiska folkpartiets partiledare 1913-1938. Hlinkagardet närde en fanatisk antisemitism och deltog i deportationerna av judar från Slovakien till Auschwitz-Birkenau år 1942.

## Befälhavare
- Karol Sidor (1938–1939)
- Alexander Mach (1939–1940)
- František Galan (1940)
- Alexander Mach (1940–1944)
- Otomar Kubala (1944–1945)

### Webbkällor
- ”Hlinka Guard” (på engelska) ( PDF). Shoah Resource Center. Yad Vashem. Arkiverad från originalet den 17 april 2012. https://www.webcitation.org/66zaVIYbR?url=http://www1.yadvashem.org/odot_pdf/Microsoft%20Word%20-%206416.pdf. Läst 17 april 2012.